# Pontarlier
Pontarlier település Franciaországban, Doubs megyében. Lakosainak száma 17 928 fő (2022. január 1.). Pontarlier La Cluse-et-Mijoux, Les Alliés, Arçon, Dommartin, Doubs, Granges-Narboz, Houtaud, Maisons-du-Bois-Lièvremont és Verrières-de-Joux községekkel határos.

## Népesség
A település népességének változása:
| Lakosok száma | 16 442 | 17 781 | 18 104 | 18 778 | 17 398 | 17 140 | 17 197 | 17 542 | 17 738 | 17 928 |
|               | 1968   | 1982   | 1990   | 2006   | 2013   | 2015   | 2017   | 2019   | 2020   | 2022   |